# كالبة (زاله)
كالبة (بالألمانية: Calbe) هي بلدة ألمانية تقع في ألمانيا في زالتلاندكرايس.  يقدر عدد سكانها بـ 10,874 نسمة .

## المدن التوأمة
مدينة Burgdorf هي مدينة توأمة لـكالبة (زاله).

## أعلام
- هرمان كروكنبيرغ
- فيرنر شولز